# Monsterz
Pour les articles homonymes, voir Monster.
Pour plus de détails, voir Fiche technique et Distribution.
Monsterz est un film japonais réalisé par Hideo Nakata, et sorti en 2014. Il s'agit d'un remake du film sud-coréen Haunters (초능력자) de Kim Min-seok (2010),.

## Fiche technique
- Titre original : Monsterz
- Réalisation : Hideo Nakata
- Scénario : Yūsuke Watanabe, d'après le scénario du film Haunters écrit par Kim Min-seok[2],[1]
- Production : Takahiro Sato[1]
- Société de production : Twins Japan[2]
- Pays d'origine : Japon
- Langue originale : japonais
- Format : couleur
- Genre : drame
- Date de sortie  : 30 mai 2014

## Distribution
- Tatsuya Fujiwara[2] : l'homme
- Takayuki Yamada[1] : Tanaka Shuichi
- Ishihara Satomi : Kumoi Kanae
- Matsushige Yutaka : Shibamoto Takao
- Fujii Mina : Oshikiri Nana
- Ochiai Motoki : Jun
- Taguchi Tomorowo : Kumoi Shigeru

## Autour du film
- Les personnages principaux du film original, interprétés par les acteurs sud-coréen Kang Dong-won et Go Soo, sont repris par Tatsuya Fujiwara et Takayuki Yamada[1].
- Le tournage commence en juillet 2013, selon Korea Entertainment Media[3].